# Luke Harper e Erick Rowan
The Bludgeon Brothers foi uma dupla de luta livre profissional composta por Harper e Rowan, que trabalharam para a WWE, onde foram por uma ocasião campeões de duplas do SmackDown.
Após suas respectivas demissões da WWE, Harper assinou com a All Elite Wrestling (AEW) sob o nome de Brodie Lee, enquanto Rowan começou a trabalhar no circuito independente sob o nome de Erick Redbeard. Em 26 de dezembro de 2020, Harper morreu inesperadamente. Durante um show de homenagem da AEW em 30 de dezembro, Rowan apareceu pela primeira vez na promoção e homenageou seu ex-parceiro de dupla segurando uma placa no ringue que dizia: "Adeus por enquanto, meu irmão. Vejo você na estrada."

## História
A dupla estreou inicialmente no território de desenvolvimento da WWE, o NXT em 2012, como os membros fundadores do grupo The Wyatt Family, onde eles eram seguidores de Bray Wyatt. Durante o tempo que passaram no NXT, Harper e Rowan conquistaram o Campeonato de Duplas do NXT, antes de estrearem junto com Wyatt no plantel principal em julho de 2013, como uma facção dominante e vilanesca que aterroriza outros lutadores da WWE. O trio começou a seguir caminhos diferentes em setembro de 2014, depois de Wyatt anunciar que ele estava "libertando Harper e Rowan". Como resultado, Rowan iria se tornar um mocinho após se juntar ao time de John Cena no Survivor Series, enquanto Harper iria continuar como um vilão e se aliar a The Authority. Após uma breve rivalidade, Harper e Rowan iriam se reunir novamente em maio de 2015 e, posteriormente, se reconciliar com Wyatt, reformando a Wyatt Family. Após a separação da Wyatt Family em 2017, com Harper traindo o grupo, e Rowan e Wyatt sendo os únicos membros remanescentes, Harper e Rowan rivalizaram novamente por um curto período, antes dos dois se reunirem novamente como The Bludgeon Brothers. Sob esses novos personagens, eles conquistaram seu primeiro título em dupla no plantel principal juntos: o Campeonato de Duplas do SmackDown, sendo este o primeiro título de Rowan no plantel principal.

## No wrestling
- Movimentos de finalização da dupla
  - Body avalanche (Rowan) seguido por um discus clothesline (Harper)[1]
  - Discus clothesline (Harper) seguido por um running splash (Rowan)
  - Superkick (Harper) seguido por um full nelson slam (Rowan)[2]
  - Assisted Superbomb
  - The Bludgeoning (Combinação entre Full nelson slam (Rowan) / sitout powerbomb (Harper))
  - The Reckoning (Double crucifix powerbomb)
  - The Way (Combinação entre Flapjack (Rowan) e cutter (Harper))[3][4]
- Movimentos secundários da dupla
  - Double chokeslam[5]
  - Irish whipped body avalanche (por Harper em Rowan, procedido por um tapa em Rowan) seguido por um big boot, superkick ou um spinning side slam (Harper)

- Alcunhas
  - "The Reapers"[6]
- Managers
  - Bray Wyatt
- Temas de entrada
  - "Live in Fear" por Mark Crozer (usado enquanto parte da Wyatt Family)[7][8]
  - "Swamp Gas" por Jim Johnston[9]
  - "Brotherhood" por CFO$[10]

## Títulos e prêmios
- Pro Wrestling Illustrated

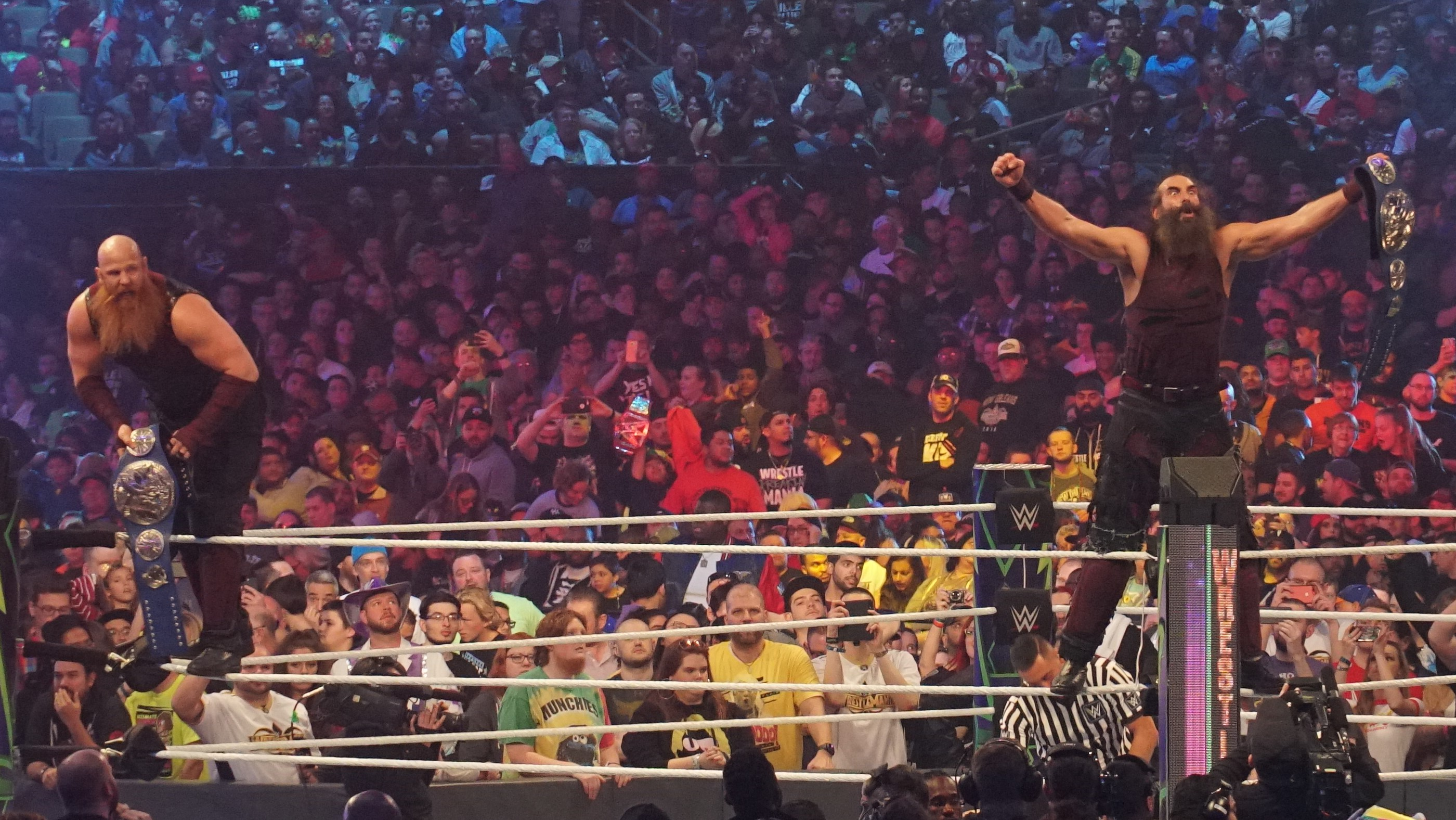
The Bludgeon Brothers após conquistarem o Campeonato de Duplas do SmackDown no WrestleMania 34.

  - PWI classificou Harper em #34 dos 500 melhores lutadores individuais na PWI 500 em 2014[11]
  - PWI classificou Rowan em #57 dos 500 melhores lutadores individuais na PWI 500 em 2014[11]
- Wrestling Observer Newsletter
  - Best Gimmick (Melhor Personagem) (2013) – com Bray Wyatt como The Wyatt Family[12]
- WWE
  - WWE SmackDown Tag Team Championship (1 vez)

- WWE NXT
  - NXT Tag Team Championship (1 vez)[13]